# Lissay-Lochy
Lissay-Lochy är en kommun i departementet Cher i regionen Centre-Val de Loire i de centrala delarna av Frankrike. Kommunen ligger  i kantonen Levet som tillhör arrondissementet Bourges. År 2022 hade Lissay-Lochy 226 invånare.

## Befolkningsutveckling
Antalet invånare i kommunen Lissay-Lochy
Referens:INSEE